# Davor Palo
Davor Palo (* 2. November 1985 in Sarajevo) ist ein dänischer Schachspieler.

## Leben
Palo lernte Schach 1993 in Sarajevo. Er kam mit seiner Familie im Dezember 1993 als Kriegsflüchtling nach Dänemark, zuerst nach Allerød Kommune, dann nach Ry und Skanderborg. Inzwischen wohnt er in Budapest. Sein erstes Schachturnier spielte er 1995.

## Schacherfolge
2002 erhielt er den Titel Internationaler Meister. Er wurde mit 19 Jahren im August 2005 Großmeister und war zu diesem Zeitpunkt der jüngste Däne, dem dies je gelang. Er wurde 2020 von Jonas Buhl Bjerre abgelöst. Die Normen für den Großemister-Titel erzielte Palo bei der dänischen Einzelmeisterschaft 2003 in Horsens, bei der er hinter Peter Heine Nielsen den zweiten Platz belegte, beim Gausdal Classics GM-Turnier 2004 und beim Festival Jean-Claude Loubatière in Montpellier 2005, das er gewann. 2004 gewann er das 39. Internationale Juniorenturnier in Hallsberg, 2005 das Meisterturnier in Ribe. Im selben Jahr erhielt er von der Dansk Skak Union den dänischen Schachoskar. Nach einer Phase der Inaktivität gewann er 2013 in Helsingør die dänische Einzelmeisterschaft.
Für die dänische Nationalmannschaft nahm er an vier Schacholympiaden (2002, 2004, 2006 und 2014) und zwei Mannschaftseuropameisterschaften (2005 und 2013) teil. Mit seiner Nominierung 2002 war er der jüngste, der je für die dänischen Nationalmannschaft bei einer Schacholympiade gespielt hat.
Bis 1999 war er Mitglied des Ry Skakklub. Im selben Jahr schloss er sich dem „Skolernes Skakklub“ an, dem er die nächsten sechs Jahre angehörte. Seit 2012 spielt er für den Skanderborg Skakklub (bis 2014 Team Nordea Skb), mit dem er 2013 und 2015 dänischer Mannschaftsmeister wurde. In Deutschland spielte er in der 2. Bundesliga Nord für den Preetzer TSV und in der schwedischen Elitserien in der Saison 2002/03 für den Helsingborgs ASK und 2005/06 für die Linköpings Allmäna Schacksällskap. Er spielte beim European Club Cup 2002 für den SK 1968 Århus.
Seine höchste Elo-Zahl war 2562 von April bis August 2014.